# 北群馬郡

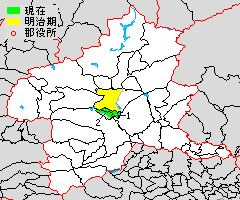
群馬県北群馬郡の範囲（1.吉岡町 2.榛東村 薄緑：後に他郡に編入された区域）

北群馬郡（きたぐんまぐん）は、群馬県中部に存在する郡である。
人口36,879人、面積48.38km²、人口密度762人/km²。（2025年2月1日、推計人口）
以下の1町1村が含まれる。
- 榛東村（しんとうむら）
- 吉岡町（よしおかまち）

## 郡域
1949年（昭和24年）に発足した当時の郡域は、現在の行政区画では概ね以下の区域に相当する。
- 渋川市（北橘町各町、赤城町各町を除く）
- 吉岡町
- 榛東村（大字広馬場を除く）

## 歴史

### 沿革

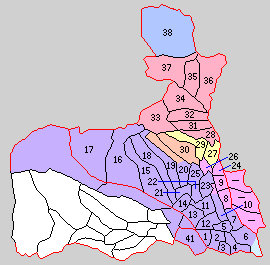
27.駒寄村 28.古巻村 29.明治村 30.桃井村 31.豊秋村 32.渋川町 33.伊香保町 34.金島村 35.長尾村 36.白郷井村 37.小野上村（赤：渋川市 黄：吉岡町 橙：榛東村 38は吾妻郡高山村。1 - 26および41は群馬郡（第2次） －は旧東群馬郡）

- 昭和24年（1949年）10月1日 - 群馬郡のうち下記の区域をもって北群馬郡を設置。（2町9村）

駒寄村（現・吉岡町）、古巻村（現・渋川市）、明治村（現・吉岡町）、桃井村（現・榛東村）、豊秋村、渋川町、伊香保町、金島村、長尾村、白郷井村、小野上村（現・渋川市）
- 昭和29年（1954年）4月1日 - 渋川町・金島村・古巻村・豊秋村が合併して渋川市が発足し、郡より離脱。（1町6村）
- 昭和30年（1955年）4月1日 - 駒寄村・明治村が合併して吉岡村が発足。（1町5村）
- 昭和32年（1957年）3月30日 - 桃井村と群馬郡相馬村の一部（大字広馬場）が合併し、改めて桃井村が発足。
- 昭和34年（1959年）
  - 4月1日 - 群馬郡箕郷町の一部（大字柏木沢の一部）が桃井村に編入。
  - 8月1日 - 桃井村が榛東村に改称。
- 昭和35年（1960年）9月1日 - 長尾村・白郷井村が合併して子持村が発足。（1町4村）
- 平成3年（1991年）4月1日 - 吉岡村が町制施行して吉岡町となる。（2町3村）
- 平成18年（2006年）2月20日 - 伊香保町・子持村・小野上村が渋川市および勢多郡北橘村・赤城村と合併し、改めて渋川市が発足、郡より離脱。（1町1村）

### 変遷表
| 明治22年以前                 | 明治22年4月1日  | 明治29年4月1日          | 昭和24年4月1日        | 昭和24年 - 昭和29年   | 昭和30年 - 昭和64年                | 昭和30年 - 昭和64年                | 平成1年 - 現在               | 現在   |
| ---------------------------- | --------------- | ----------------------- | --------------------- | --------------------- | ---------------------------------- | ---------------------------------- | ---------------------------- | ------ |
|                              | 西群馬郡 相馬村 | 群馬郡 相馬村           | 群馬郡 相馬村         | 群馬郡 相馬村         | 昭和32年3月30日 群馬郡箕郷町へ編入 | 昭和32年3月30日 群馬郡箕郷町へ編入 | 平成18年1月23日 高崎市へ編入 | 高崎市 |
| 昭和32年3月30日 桃井村へ編入 | 西群馬郡 相馬村 | 群馬郡 相馬村           | 群馬郡 相馬村         | 群馬郡 相馬村         | 昭和34年8月1日 榛東村へ改称        | 榛東村                             | 榛東村                       |        |
| 西群馬郡 桃井村              | 群馬郡 桃井村   | 群馬郡から分立 桃井村   | 桃井村                | 桃井村                | 昭和34年8月1日 榛東村へ改称        | 榛東村                             | 榛東村                       |        |
| 西群馬郡 駒寄村              | 群馬郡 駒寄村   | 群馬郡から分立 駒寄村   | 駒寄村                | 昭和30年4月1日 吉岡村 | 昭和30年4月1日 吉岡村              | 平成3年4月1日 町制施行             | 吉岡町                       |        |
| 西群馬郡 明治村              | 群馬郡 明治村   | 群馬郡から分立 明治村   | 明治村                | 昭和30年4月1日 吉岡村 | 昭和30年4月1日 吉岡村              | 平成3年4月1日 町制施行             | 吉岡町                       |        |
| 西群馬郡 渋川町              | 群馬郡 渋川町   | 群馬郡から分立 渋川町   | 昭和29年4月1日 渋川市 | 渋川市                | 渋川市                             | 平成18年2月20日 渋川市             | 渋川市                       |        |
| 西群馬郡 金島村              | 群馬郡 金島村   | 群馬郡から分立 金島村   | 昭和29年4月1日 渋川市 | 渋川市                | 渋川市                             | 平成18年2月20日 渋川市             | 渋川市                       |        |
| 西群馬郡 古巻村              | 群馬郡 古巻村   | 群馬郡から分立 古巻村   | 昭和29年4月1日 渋川市 | 渋川市                | 渋川市                             | 平成18年2月20日 渋川市             | 渋川市                       |        |
| 西群馬郡 豊秋村              | 群馬郡 豊秋村   | 群馬郡から分立 豊秋村   | 昭和29年4月1日 渋川市 | 渋川市                | 渋川市                             | 平成18年2月20日 渋川市             | 渋川市                       |        |
| 西群馬郡 長尾村              | 群馬郡 長尾村   | 群馬郡から分立 長尾村   | 長尾村                | 昭和35年9月1日 子持村 | 昭和35年9月1日 子持村              | 平成18年2月20日 渋川市             | 渋川市                       |        |
| 西群馬郡 白郷井村            | 群馬郡 白郷井村 | 群馬郡から分立 白郷井村 | 白郷井村              | 昭和35年9月1日 子持村 | 昭和35年9月1日 子持村              | 平成18年2月20日 渋川市             | 渋川市                       |        |
| 西群馬郡 小野上村            | 群馬郡 小野上村 | 群馬郡から分立 小野上村 | 小野上村              | 小野上村              | 小野上村                           | 平成18年2月20日 渋川市             | 渋川市                       |        |
| 西群馬郡 伊香保町            | 群馬郡 伊香保町 | 群馬郡から分立 伊香保町 | 伊香保村              | 伊香保町              | 伊香保町                           | 平成18年2月20日 渋川市             | 渋川市                       |        |
| 南勢多郡 敷島村              | 勢多郡 敷島村   | 勢多郡 敷島村           | 勢多郡 敷島村         | 昭和31年9月1日 赤城村 | 昭和31年9月1日 赤城村              | 平成18年2月20日 渋川市             | 渋川市                       |        |
| 南勢多郡 横野村              | 勢多郡 横野村   | 勢多郡 横野村           | 勢多郡 横野村         | 昭和31年9月1日 赤城村 | 昭和31年9月1日 赤城村              | 平成18年2月20日 渋川市             | 渋川市                       |        |
| 南勢多郡 北橘村              | 勢多郡 北橘村   | 勢多郡 北橘村           | 勢多郡 北橘村         | 勢多郡 北橘村         | 勢多郡 北橘村                      | 平成18年2月20日 渋川市             | 渋川市                       |        |